# Kamel Khrissate
Kamel Khrissate, né le 8 octobre 1936 à Cap Matifou (Algérie), et décédé le 8 mars 2025, est un haut fonctionnaire français. Il fut préfet de la Haute-Marne de 1994 à 1996 puis préfet de l'Ardèche en 1997.
Aujourd'hui[Quand ?] retiré à Moncrabeau, Kamel Khrissate préside la Société d'entraide des membres de la Légion d'honneur du Lot-et-Garonne.

## Études
- Lycée Albertini à Sétif
- École militaire interarmes de Saint-Cyr Coëtquidan
- Officier d'active (1960)
- Élève au centre de formation de l'ENA

## Parcours professionnel
- Sous-préfet d'Orléanville (1962, Algérie française)
- Sous-préfet à Saint-Martin-Saint-Barthélemy en Guadeloupe (1972-1975)
- Sous-préfet de Château-Salins en Moselle (1975-1978)
- Secrétaire général de la préfecture du Lot 1978-1979)
- Sous-préfet de Condom (Gers) (1979-1982)
- Secrétaire général de la préfecture de Meurthe-et-Moselle (1982-1985)
- Sous-préfet de Béthune (Pas-de-Calais) (1988-1991[2])
- Préfet de Saint-Pierre-et-Miquelon (1991[2]-1992[3])
- Préfet de la Haute-Marne (1994[4]-1996)
- Préfet de l'Ardèche (1997[5]-1998[6])

## Récompenses et distinctions

### Médailles
- Croix du combattant

### Décorations
- Officier de la Légion d'honneur Il est fait chevalier le 26 octobre 1990, puis est promu officier le 31 décembre 2003[7].
- Commandeur de l'ordre national du Mérite Il est fait officier le 18 octobre 1985, puis est promu commandeur le 14 novembre 1996[8].